# Psaltriparus
Psaltriparus is een geslacht van zangvogels uit de familie mezen (Aegithalidae).

## Soorten
Het geslacht kent de volgende soort:
- Psaltriparus minimus – Struikmees